# Otto Steinbrinck
Otto Steinbrinck (Lippstadt, 19 de diciembre de 1888 - Landsberg am Lech, 16 de agosto de 1949) fue un destacado empresario industrial alemán, condecorado soldado de la Primera Guerra Mundial y oficial de las SS (Schutzstaffel) durante el Tercer Reich.

## Biografía

### Primera Guerra Mundial
Otto Steinbrinck nació el 19 de diciembre de 1888 en la pequeña localidad de Lippstadt, a unos 70 km al este de Dortmund. En 1907 empezó su carrera profesional en la Kaiserliche Marine y a partir de 1911, sirvió en varios submarinos. En la Primera Guerra Mundial, Steinbrinck sirvió con éxito en un U-Boot, ganando una de las más altas distinciones militares de la época; Pour le Mérite. Su carrera militar terminó en 1919, tras la derrota del II Imperio Alemán y la consiguiente reestructuración de la Reichswehr, con el rango de kapitänleutnant.
Después de la Gran Guerra, Steinbrinck fue director de la compañía de la Organización Alemana de Hierro y Acero Industrial, hasta que en 1924 encontró un puesto en conglomerado de Friedrich Flick. Un año más tarde se convirtió en el primer socio de la secretaría privada de Flick, llegando a ser vicepresidente. Steinbrinck también trabajó como miembro de la junta de varias empresas.

### Segunda Guerra Mundial
En el mes de mayo de 1933, Steinbrinck se unió al Partido Nacionalsocialista Alemán de los Trabajadores (NSDAP), convirtiéndose en un standartenführer de las SS (Schutzstaffel) y en abril de 1935, oberführer. Poco después, fue miembro del Freundeskreis der Wirtschaft, un selecto círculo de economía liderado por Wilhelm Keppler con el objetivo de recaudar fondos para la investigación racial durante el Tercer Reich.
Entre 1937 y 1939, Steinbrinck desarrolló tareas de general plenipotenciario dentro del conglomerado de Flick. En el mes de abril de 1938 se le otorgó el título de wehrwirtschaftsführer al ser considerado uno de los industriales armamentísticos más importantes y en 1939, brigadeführer de las SS (Schutzstaffel).
En el verano de 1939, dimitió de su cargo en el conglomerado de Flick poco después de ser nombrado capitán de fragata y en diciembre de ese mismo año, empezó a trabajar como administrador de la fábrica de acero de Thyssen. Desde 1940 hasta el mes de marzo de 1942, trabajó para la industria siderúrgica de Luxemburgo, Bélgica y Francia. También fue asociado de la Asociación del Carbón del Reich hasta la evacuación de las zonas occidentales de ocupación en otoño de 1944.
En el mes de abril de 1945 Steinbrinck trabajó como enlace entre la industria de la región del Ruhr y el Ejército B bajo el mando del generalfeldmarschall, Walther Model.
Poco más tarde, en el mes de agosto de ese mismo año, Steinbrinck fue detenido por el ejército norteamericano y juzgado posteriormente en el Juicio de Flick el 22 de diciembre de 1947. Fue declarado culpable y condenado a 5 años de prisión. Murió en 1949 en la prisión.